# Brownstown (Indiana)
Brownstown è una città degli Stati Uniti d'America, situata nello Stato dell'Indiana e in particolare nella Contea di Jackson, della quale è anche il capoluogo.